# Adalberto Freitas
Adalberto Godoy Freitas  (Porto Alegre, 1 de novembro de 1960) é um empresário e político brasileiro, filiado ao Partido da Social Democracia Brasileira (PSDB). 
Atualmente é deputado estadual do estado de São Paulo, eleito em 2018 com 26.153 votos.